# PSR B1257+12 D
PSR B1257+12 Dは、おとめ座の方角に約980光年の位置にある、中性子星PSR B1257+12の周囲を公転する第4の天体として2度説明された。1つは地球の100倍以上の質量を持つ木星型惑星、もうひとつは地球の0.0004倍という極めて微小な天体である。しかし、2013年現在はどちらの天体の存在も否定されている。

## 1996年の発見
1996年、PSR B1257+12 から40AUの軌道を公転している、土星質量程度の地球の100倍の質量の木星型惑星が発見され、この惑星系の4番目の惑星ということで、PSR B1257+12 D と名づけられた。しかしこの発見は、現在では撤回されており、この惑星を示すシグナルは小惑星か彗星から来たのだろうと考えられている。

## 2002年の発見
2002年、今度はPSR B1257+12から2.6AU離れた軌道を3.5年かけて公転している、極めて微小な天体の存在が報告された。質量は冥王星の5分の1（ケレスの2.4倍）しかなく、直径は1000kmに満たないと考えられていた。しかし2012年になって、この天体の存在を示すパルスの変動が定期的に示されていないことから発見は撤回された。

## 名前
PSR B1257+12の周りを公転する天体は、中心星からの距離の順にA、B、C、Dと名付けられている。これらの名前が太陽系外惑星の通常の命名規則と異なるのは、この惑星が発見された時点では、太陽系外惑星の命名の慣習が出来上がっていなかったためである。太陽系外で発見された初めての惑星であり、またパルサーの周りを公転する惑星であったため、最初の2個の惑星には、大文字のBとCという名前を与えられた。最初の2つより内側の軌道を通る3番目の惑星が系の中に発見されると、Aという名前が付けられ、その後、外側に4番目の天体として発見されたため、この天体はDと名づけられた。